# Santa Gertrudis (Orizaba)

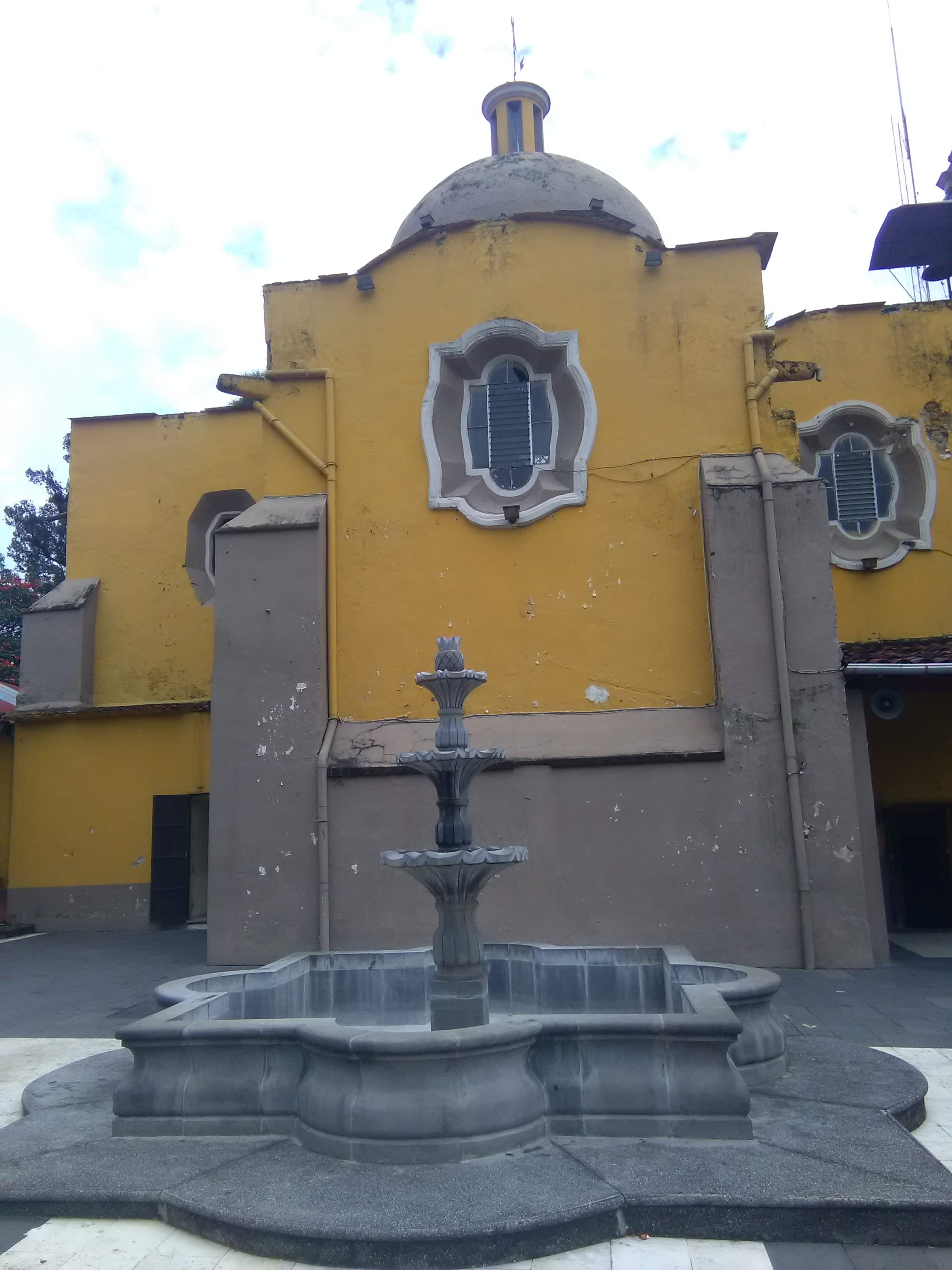
Kirche Santa Gertrudis

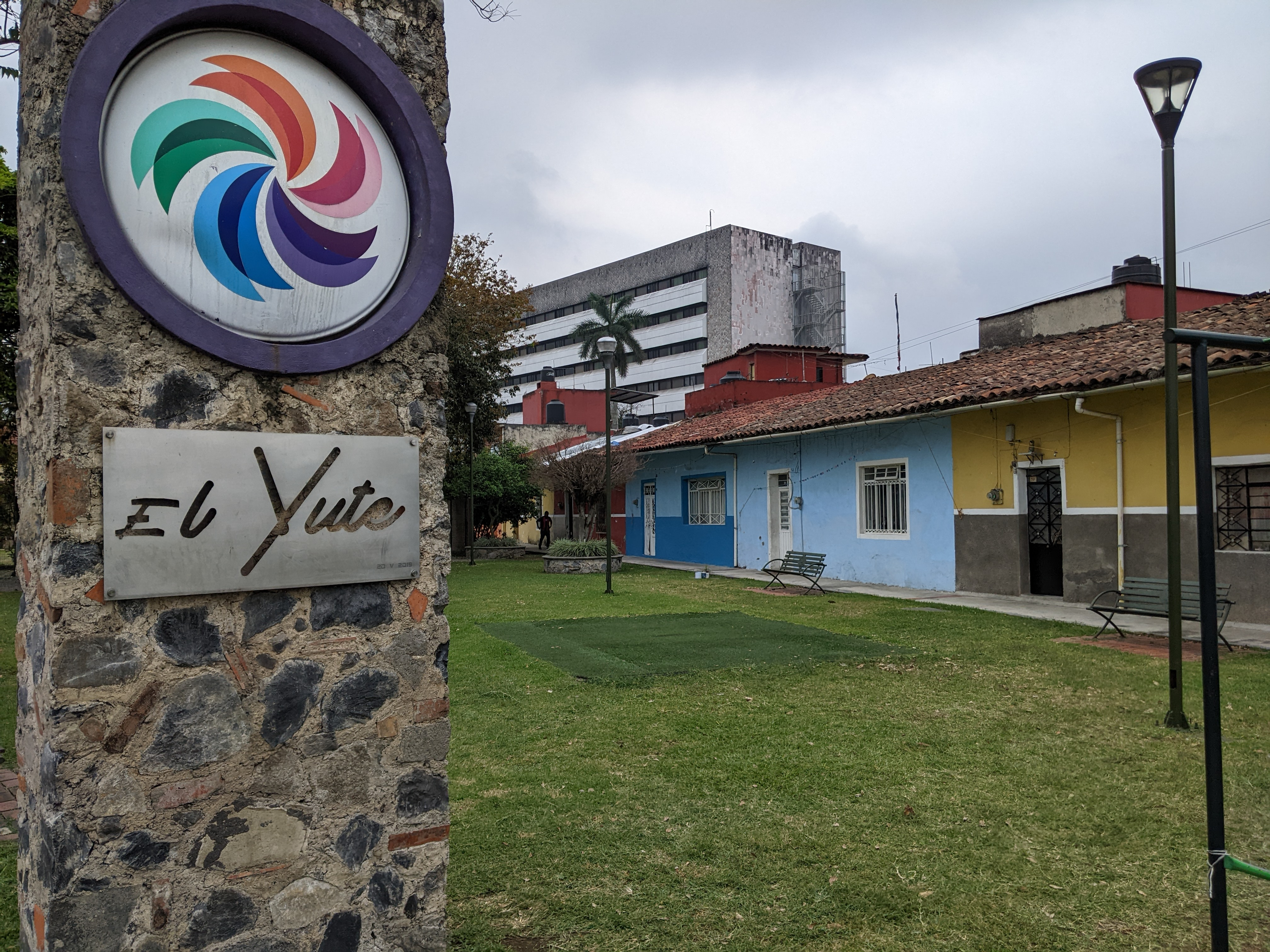
Erinnerungsplakette an die frühere Fabrik „El Yute“ mit dem Krankenhaus der IMSS im Hintergrund (Bildmitte), auf dessen Gelände sich zuvor der betriebseigene Fußballplatz befand.

Santa Gertrudis ist der Name einer Kirche in der mexikanischen Stadt Orizaba im Bundesstaat Veracruz, deren Errichtung im Jahr 1736 von Gertrudis Baeza finanziert wurde, auf die der Name der Kirche zurückgeht. Von der Kirche leitet sich der Name der ehemals benachbarten Hartfaserfabrik Santa Gertrudis Fábrica de Yute ab, die 1892 in unmittelbarer Nähe der Kirche errichtet wurde. 1894 wurde auf dem Fabrikgelände Mexikos erster Golfplatz errichtet, von dem sich der Name des 1896 eröffneten und noch heute bestehenden Club de Golf Santa Gertrudis ableitet.

## Geschichte der Fabrik und die Anfänge des Fußballsports in Mexiko
Die Fabrik Santa Gertrudis de Yute wurde 1892 von den Engländern Alejandro Kinnel und Weetman D. Pearson sowie dem Mexikaner Guillermo Landa y Escandón im Südosten der Stadt Orizaba gegründet und am 13. Dezember 1894 im Beisein des langjährigen mexikanischen Präsidenten Porfirio Díaz offiziell eingeweiht. Sie war bei den Einheimischen allgemein als „El Yute“ bekannt und die erste Fabrik des Landes, die die Wasserkraft für ihre eigenen Produktionsanlagen nutzte.
Bald nach Eröffnung der Fabrik arbeiteten eine Reihe von schottischen Mitarbeitern in der Fabrik und gründeten 1898 den Orizaba Athletic Club, bei dem unter der Führung des schottischen Farbtechnikers Duncan Macomish auch eine Fußballmannschaft entstand, die in der Saison 1902/03 als erster Meister in die Fußballgeschichte Mexikos einging.
Auch nach Auflösung der Mannschaft des Orizaba Athletic Club unterhielt die Fábrica del Yute mehrere Fußballmannschaften, die auf regionaler Ebene aktiv waren, Diese hießen „Piratas“, „Corsario“, „Unión“ und „América“. Letztgenannte Mannschaft hatte so viele Spieler, dass eine weitere Mannschaft unter der Bezeichnung „América B“ gebildet wurde, Diese neue Mannschaft wurde bald in „Fibras Duras“ umbenannt und bildete fortan die Auswahlmannschaft der Fábrica de Yute,
Am 18. April 1943 wurde der „Campo del Yute“ eröffnet, auf dessen Gelände zwischen 1956 und 1959 das örtliche Krankenhaus des Instituto Mexicano del Seguro Social (IMSS) errichtet wurde.
Die 1950 bzw. 1955 geschlossene Fabrik lag unmittelbar an der Bahnstrecke zwischen der damals wichtigsten mexikanischen Hafenstadt Veracruz und Mexiko-Stadt.